# Гучинська сільська рада
Гу́чинська сільська́ ра́да — адміністративно-територіальна одиниця та орган місцевого самоврядування в Ріпкинському районі Чернігівської області. Адміністративний центр — село Гучин.

## Загальні відомості
Гучинська сільська рада утворена в 1975 році.
- Територія ради: 25,2 км²
- Населення ради: 626 осіб (станом на 2001 рік)

## Населені пункти
Сільській раді були підпорядковані населені пункти:
- с. Гучин
- с. Трудове
- с. Ямище

## Склад ради
Рада складалася з 12 депутатів та голови.
- Голова ради: Руденок Ніна Михайлівна
- Секретар ради: Руденок Вікторія Миколаївна

### Керівний склад попередніх скликань
| Прізвище, ім'я, по батькові | Основні відомості                                                                       | Дата обрання | Дата звільнення |
| --------------------------- | --------------------------------------------------------------------------------------- | ------------ | --------------- |
| Жакура Ольга Михайлівна     | Сільський голова, 1953 року народження, член Народної партії                            | 26.03.2006   | 31.10.2010      |
| Руденок Ніна Михайлівна     | Сільський голова, 1959 року народження, освіта середня спеціальна, член Народної партії | 31.10.2010   |                 |

Примітка: таблиця складена за даними сайту Верховної Ради України

### Депутати
За результатами місцевих виборів 2010 року депутатами ради стали:

#### За суб'єктами висування
| Суб'єкт висування                                       | Кількість обраних депутатів | %    |
| ------------------------------------------------------- | --------------------------- | ---- |
| Партія регіонів                                         | 7                           | 58,3 |
| Народна партія                                          | 3                           | 25   |
| Політична партія Всеукраїнське об'єднання «Батьківщина» | 1                           | 8,3  |
| Політична партія «Сильна Україна»                       | 1                           | 8,3  |

#### За округами
| № округу                                                | Прізвище, ім'я, по батькові  | Дата визнання обраним | Освіта             | Партійна приналежність                        | Відомості про обраного депутата                  |
| ------------------------------------------------------- | ---------------------------- | --------------------- | ------------------ | --------------------------------------------- | ------------------------------------------------ |
| Народна Партія                                          |                              |                       |                    |                                               |                                                  |
| 4                                                       | Белябля Маргарита Миколаївна | 02.11.2010            | середня спеціальна | позапартійна                                  | ТОВ «Україна», обліковець, заправщик, інженер ОП |
| 5                                                       | Руденок Вікторія Миколаївна  | 02.11.2010            | вища               | позапартійна                                  | Гучинська загальноосвітня школа, вчитель         |
| 12                                                      | Мрачик Наталія Павлівна      | 02.11.2010            | вища               | позапартійна                                  | ТОВ «Україна», секретар-касир                    |
| Партія регіонів                                         |                              |                       |                    |                                               |                                                  |
| 1                                                       | Іванченко Анатолій Іванович  | 02.11.2010            | середня            | член Партії регіонів                          | пенсіонер                                        |
| 3                                                       | Васечко Тамара Іванівна      | 02.11.2010            | вища               | член Партії регіонів                          | ТОВ «Україна», головний економіст                |
| 6                                                       | Петриченко Сергій Михайлович | 02.11.2010            | середня спеціальна | член Партії регіонів                          | ТОВ «Україна», водій                             |
| 8                                                       | Цвіль Василь Олексійович     | 02.11.2010            | середня            | член Партії регіонів                          | тимчасово не працює                              |
| 9                                                       | Победило Валентина Іванівна  | 02.11.2010            | вища               | член Партії регіонів                          | Гучинська сільська рада, секретар                |
| 10                                                      | Руденок Валентина Михайлівна | 02.11.2010            | вища               | член Партії регіонів                          | ТОВ «Україна», головний ветеринарний лікар       |
| 11                                                      | Боровик Алла Віталіївна      | 02.11.2010            | середня            | член Партії регіонів                          | ТОВ «Україна», доярка                            |
| Політична партія Всеукраїнське об'єднання «Батьківщина» |                              |                       |                    |                                               |                                                  |
| 2                                                       | Горбач Марина Анатолівна     | 02.11.2010            | середня            | член Всеукраїнського об'єднання «Батьківщина» | Гучинська загальноосвітня школа, кухар           |
| Політична партія «Сильна Україна»                       |                              |                       |                    |                                               |                                                  |
| 7                                                       | Шиш Раїса Миколаївна         | 02.11.2010            | середня спеціальна | член Політичної партії «Сильна Україна»       | ТОВ «Україна», бухгалтер                         |